# The Brave (série télévisée)
Pour les articles homonymes, voir Brave.
The Brave est une série télévisée américaine en treize épisodes de 42 minutes créée par Dean Georgaris et diffusée entre le 25 septembre 2017 et le 29 janvier 2018 sur le réseau NBC et en simultané sur le réseau Global au Canada.
En France, la série sera diffusée à partir du 19 juillet 2018 sur Altice Studio. Elle reste inédite dans les autres pays francophones.

## Synopsis
Cette série se passe dans le monde militaire américain où l’on suit Patricia Campbell, directrice adjointe de la D.I.A et son équipe qui parcourent le monde pour sauver des vies en exécutant des missions très dangereuses dans les endroits les plus hostiles de la planète.

## Distribution

### Acteurs principaux
- Anne Heche (VF : Laurence Dourlens) : Patricia Campbell, directrice de la Defense Intelligence Agency
- Mike Vogel (VF : Anatole de Bodinat) : Capitaine Adam Dalton, ancien Delta Force
- Demetrius Grosse (en) (VF : Daniel Lobé) : CPO Ezekiel « Preach » Carter, ancien SEAL
- Natacha Karam : Sergente Jasmine « Jaz » Khan, la sniper du groupe
- Noah Mills (VF : Julien Meunier) : Sergent Joseph J. « McG » McGuire, le médic de l'équipe
- Hadi Tabbal (VF : Olivier Chauvel) : agent Amir Al-Raisani, intelligence
- Sofia Pernas (VF : Josy Bernard) : Hannah Archer, analyste au DIA
- Tate Ellington (VF : Jérémy Bardeau) : Noah Morgenthau, analyste au DIA

Photos des acteurs principaux
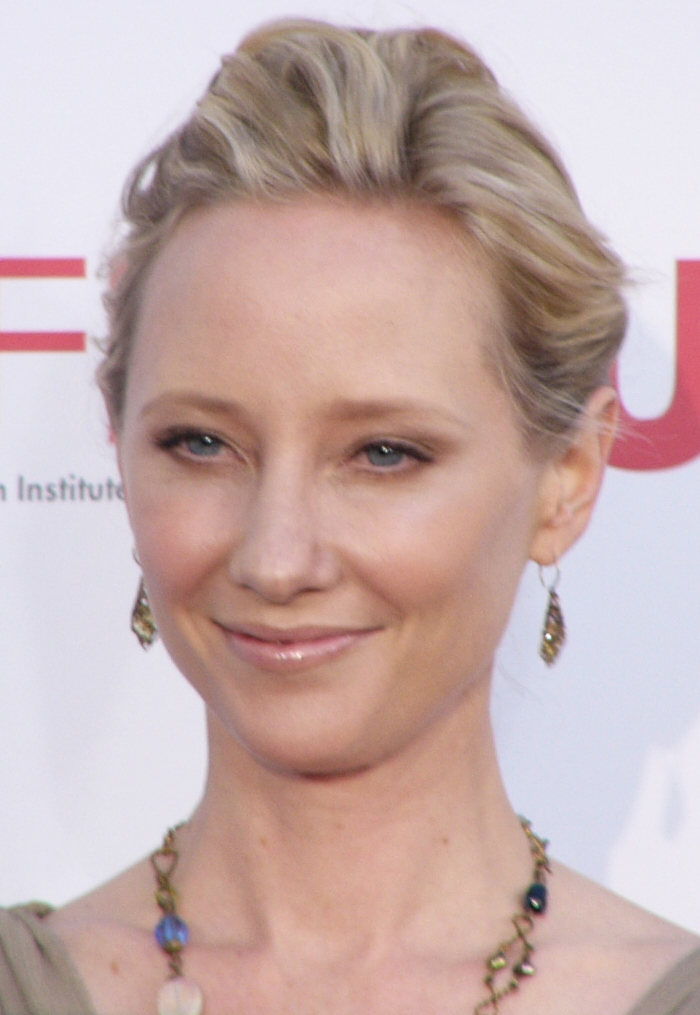
Anne Heche interprète Patricia Campbell
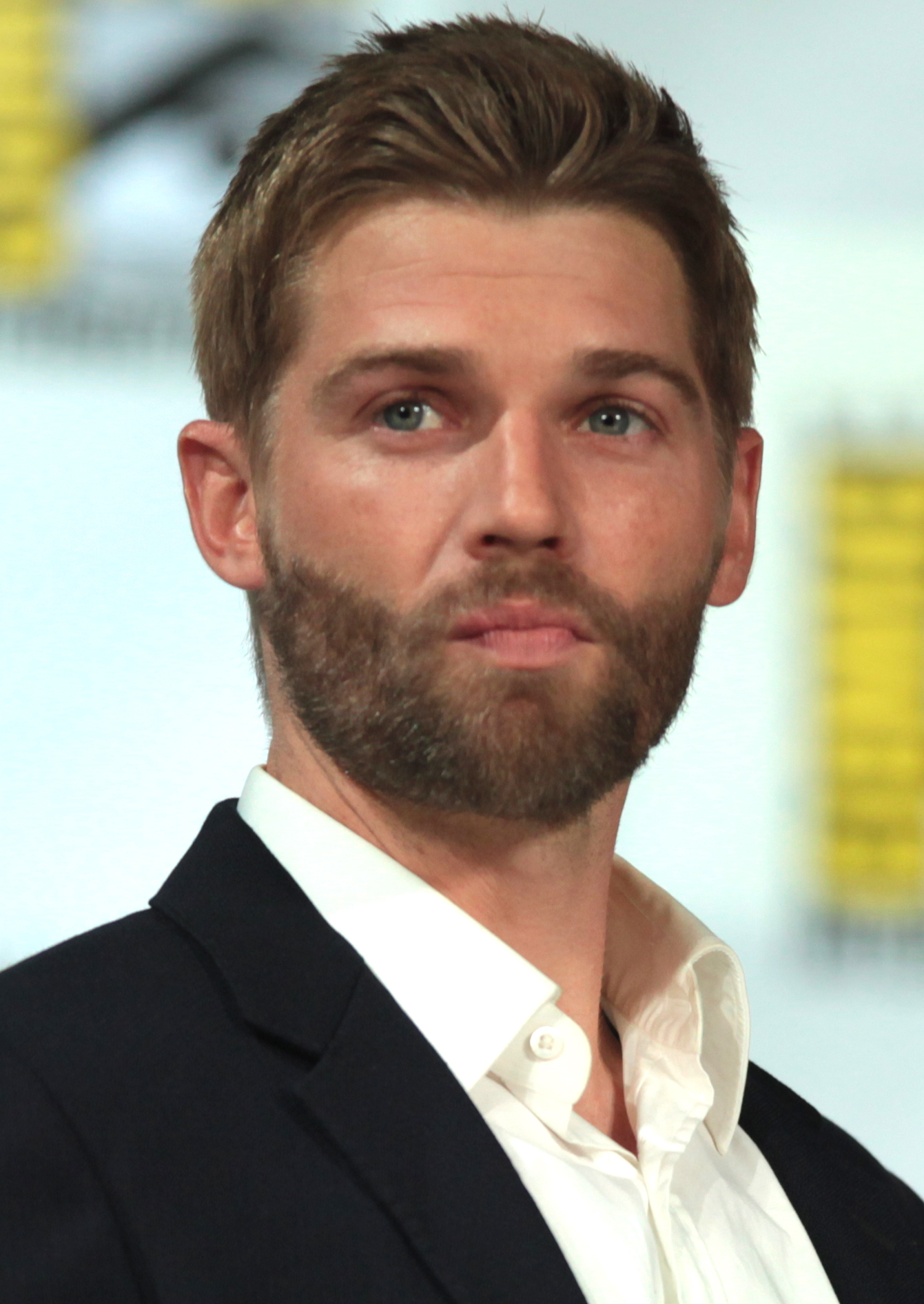
Mike Vogel interprète Adam Dalton
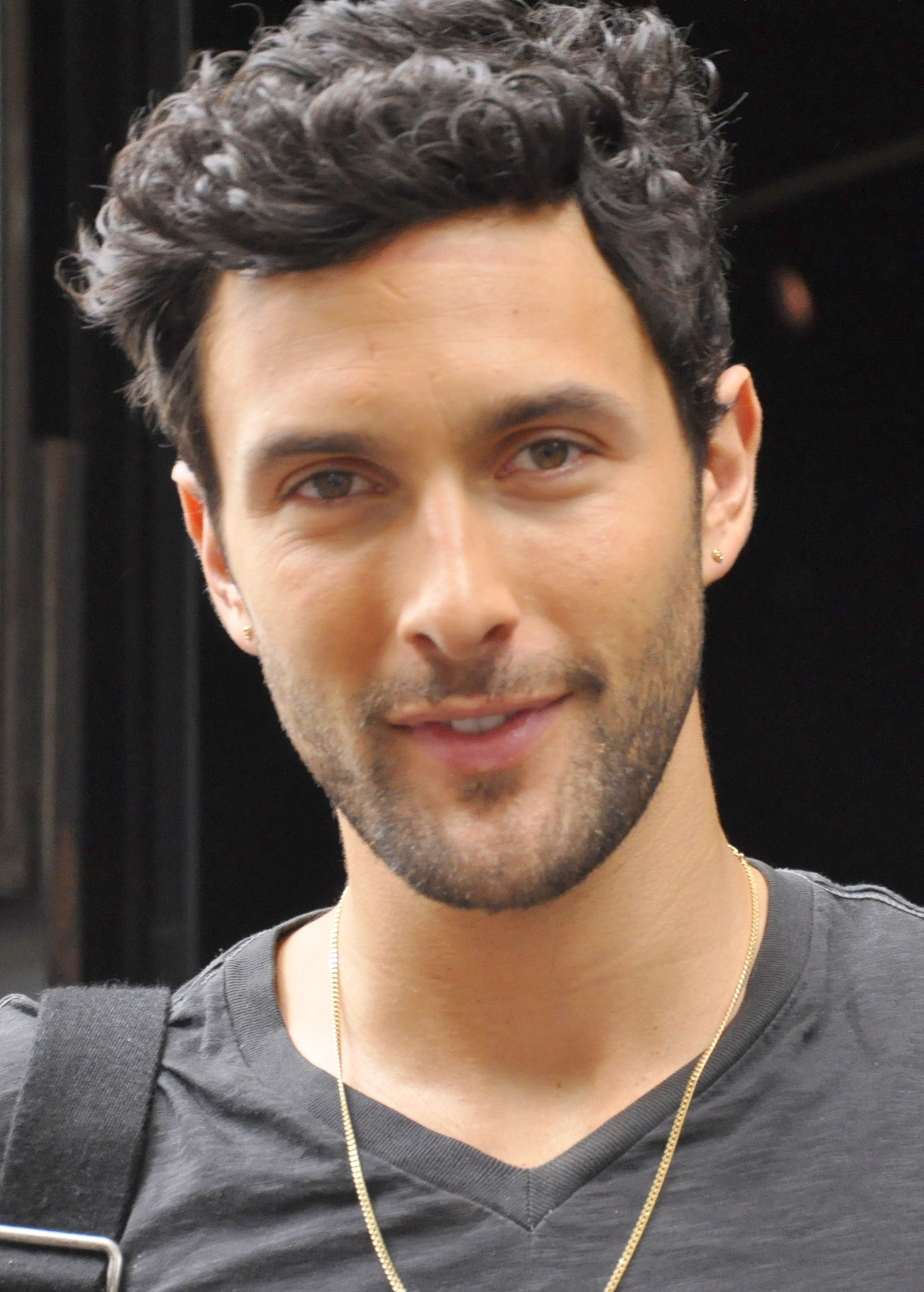
Noah Mills interprète Joseph J. « McG » McGuire

### Acteurs récurrents et invités
- Bahram Khosraviani : Qassem Javad[4]

- Version française
  - Société de doublage : BTI Studio[5]
  - Direction artistique : Jean-Pascal Quilichini

 Source et légende : version française (VF) sur RS Doublage

## Production

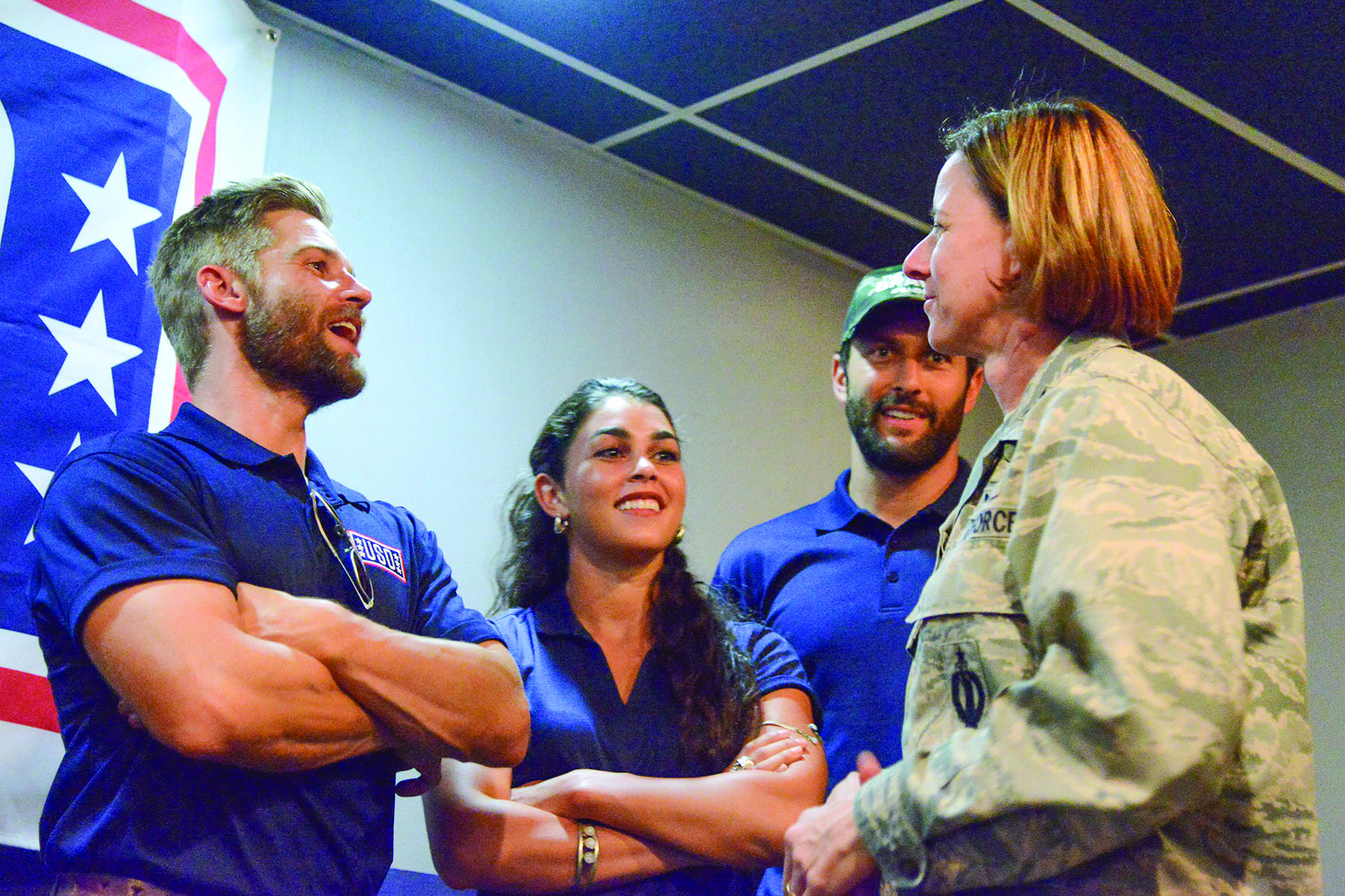
Les acteurs principaux Mike Vogel, Natacha Karam et Noah Mills à la 377e Air Base Wing.

En janvier 2017, NBC commande un pilote sous le titre For God and Country.
Le casting débute à la mi-février dans cet ordre : Mike Vogel, Natacha Karam, Anne Heche, Demetrius Grosse (en) et Hadi Tabbal, Noah Mills et Sofia Pernas.
La série est commandée le 4 mai 2017. Une semaine plus tard, la série adopte son titre actuel, et lors des Upfronts trois jours plus tard, NBC place la série dans la case du lundi soir à l'automne.
Malgré les bonnes audiences, le 11 mai 2018, la NBC décide d'annuler la série.

## Épisodes
1. Exfiltration (Pilot)
2. Exfiltration en Ukraine (Moscow Rules)
3. Dans l'intérêt général (The Greater Good)
4. L'évasion (Break Out)
5. Protection renforcée (Enhanced Protection)
6. Exfiltration à Séville (The Seville Deduction)
7. Sous couverture (It's All Personal)
8. Un drone à la frontière (Stealth)
9. Une mission qui tourne mal (Desperate Times)
10. Mesures désespérées (Desperate Measures)
11. Cloué au sol (Grounded)
12. Le revenant (Close to Home: Part 1)
13. Patricia versus Hoffman (Close to Home: Part 2)

## Accueil

### Critiques
Le site Web de l'agrégateur d'avis Rotten Tomatoes indique une évaluation de 38 % avec une note moyenne de 5,75⁄10 sur la base de 21 avis. Metacritic, a attribué une note de 54⁄100 sur la base de 11 critiques, indiquant « des critiques mitigées ou moyennes. »
En France, l'accueil est plus favorable, le site Allociné lui donne une note 3.8⁄5 basé sur 53 avis.

### Audiences

#### Aux États-Unis
Le pilote a été vu par 5,96 millions de téléspectateurs aux États-Unis, et 1,273 millions au Canada.
| Saison | Nombre d’épisodes | Diffusion originale | Diffusion originale | Diffusion originale | Diffusion originale            |
| Saison | Nombre d’épisodes | Années              | Début de saison     | Fin de saison       | Audience moyenne (en millions) |
| ------ | ----------------- | ------------------- | ------------------- | ------------------- | ------------------------------ |
| 1      | 13                | 2017-2018           | 25 septembre 2017   | 29 janvier 2018     | 4,61                           |